# سنان انطون
سِنان اَنطون (متولد ۱۹۶۷ در بغداد) شاعر، رمان‌نویس و دانشور عراقیِ مسیحی است. آثار او به سیزده زبان زنده دنیا ترجمه شده‌اند و جوایز گوناگونی دریافت کرده‌اند. رمان یا مریم در فهرست کوتاه جایزهٔ بوکر عربی سال ۲۰۱۳ قرار گرفت.

## زندگی
سنان لیسانس خود را از دانشگاه بغداد در رشته ادبیات انگلیسی دریافت کرد و در سال ۱۹۹۱ به آمریکا مهاجرت کرد.
در سال ۱۹۹۵ کارشناسی ارشد در رشته ادبیات عرب را از دانشگاه جرج تاون دریافت کرد و در ۲۰۰۶ دکترای خود را از دانشگاه هاروارد گرفت. مضمون رمان‌های او بی‌پناهی انسان در میانه جنگ، نفی خشونت، فرقه‌گرایی و… است که همه در بستر حوادث عراق پس از اشغال و خشونت‌های پس از آن اتفاق می‌افتند.

## اشعار
سنان دو کتاب شعر را به چاپ رسانده است. کتاب شعر "منشوری خیس از جنگ" و "شبی در همه شهرها" دو دیوان شعر هستند که از سنان چاپ شده است.

## رمان‌ها
درسال ۲۰۰۳ رمانی با عنوان "رفع ابهام" منتشر شد که این رمان تاکنون به زبان‌های انگلیسی، آلمانی، پرتغالی، نروژی و ایتالیایی ترجمه شده است.
«اعجام» در اواخر دهه ۱۹۹۰ نوشته شد. «یا مریم» که در فارسی به نام «مریما» ترجمه شده، «وحدُها شجرة الرُمان» و «فهرس» به فارسی ترجمه شده‌اند.

## رونمایی‌ها
کتاب فهرس از سنان که به فارسی ترجمه شده است دو بار در اهواز مورد نقد و بررسی قرار گرفت. کتاب‌های سنان ازجمله "مریما" در برنامه‌های رادیویی فارسی نیز معرفی و بررسی شده است.

## مستند
سنان به عنوان عضو گروهی که مستندی دربارهٔ زندگی عراقی‌ها در عراق پس از صدام تهیه می‌کرد، برای اولین بار پس از مهاجرت سال ۱۹۹۱ به عراق بازگشت. سال ۲۰۱۳ بار دیگر به بغداد بازگشت. آخرین دیدارش از بغداد در آوریل ۲۰۱۷ بود. از نیویورک، محل زندگی‌اش، برای ایراد یک سخنرانی به کویت پرواز کرد. همراه یک دوست عراقی از طریق زمینی وارد عراق شد و می‌خواست به شهر بصره در جنوب عراق برود تا کتاب‌هایش را در جمعه بازار کتاب خیابان الفراهیدی به امضا برسانم.